# Церква Миколи Притиска

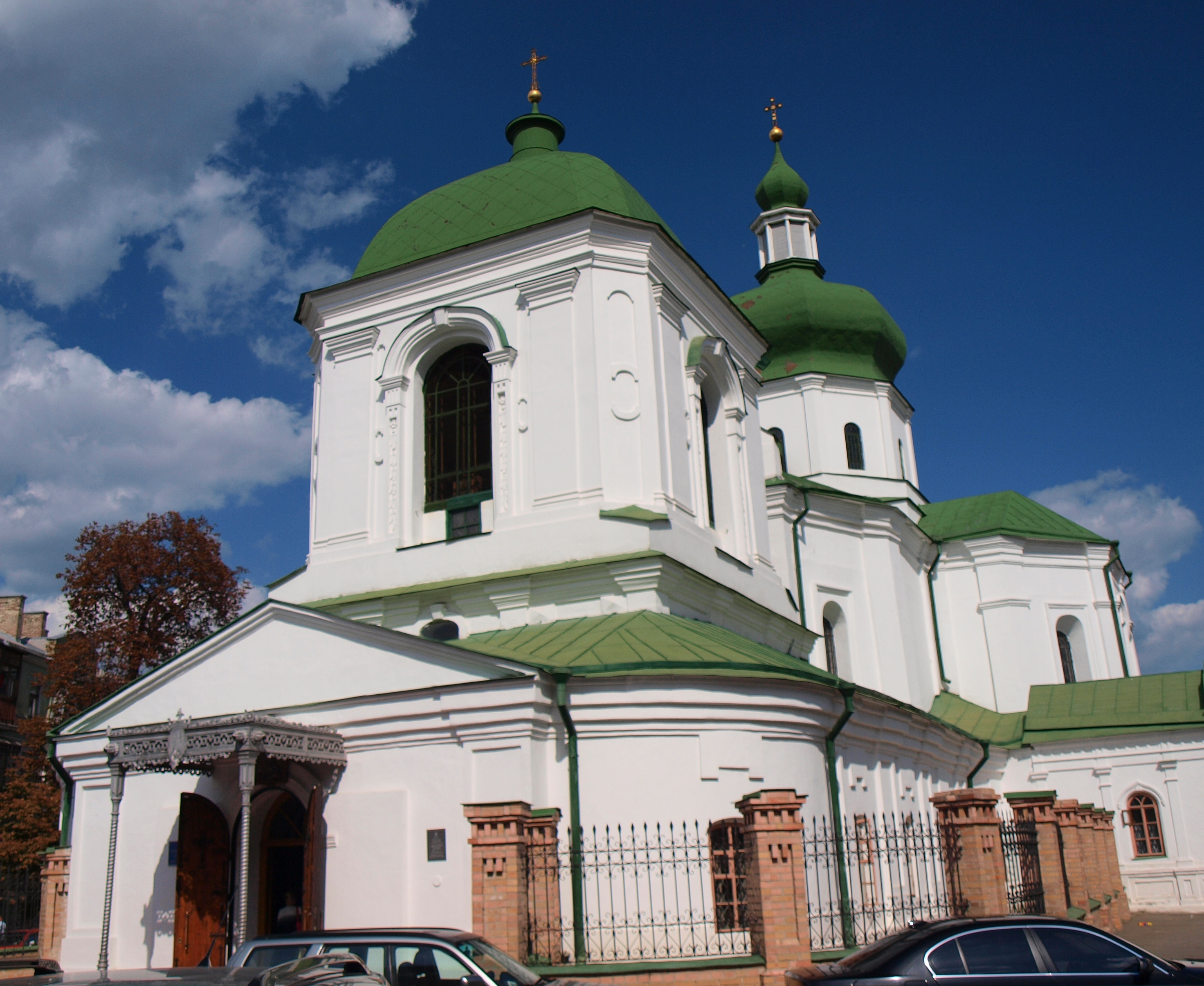
Дзвіниця

Краєвид із Замкової гори

Храм святого Миколая Чудотворця (церква Миколи Притиска) — зведено наприкінці XVII ст. на місці старої дерев'яної церкви. Деякий час вважався найдавнішою спорудою Подолу (будівництво датувалось 1631 р.).

## Історія
Одна з версій походження назви «Притиська» заглиблює історію храму аж до княжих часів, коли в гирлі річки Почайна біля притики, тобто порту на шляху з варяг у греки, постала одна з перших на теренах Русі церков, присвячена Святому Миколі. Згідно з іншою версією, при спробі пограбування храму, Святий (або його ікона) притис злодія і тримав до появи вірян.
Храм зазнав суттєвих пошкоджень під час пожеж 1718 та 1811 років, після чого споруду відновлювали (зокрема, у 1820-х роках — за проєктом А. Меленського). Роботи з розбудови храму (розширення теплої Стрітенської церкви на першому ярусі дзвіниці, прибудова каплиці, утеплення основного приміщення церкви) здійснювалися у 30-х, 60-х і 80-х роках ХІХ століття. Крім того, в другій половині ХІХ ст. зведено другий ярус дзвіниці.
У перші роки ХХ ст. в інтер'єрі храму виконано сюжетні розписи, близькі за манерою до розписів Володимирського собору. Вони доповнили більш ранні розписи 1830 року.
Пам'ятка зазнала руйнувань за часів Другої світової війни: постраждала покрівля споруди, було зруйновано верх бані, в стінах і склепіннях з`явилися тріщини. У 1956-1958 pp. науково-реставраційні виробничі майстерні Держбуду УРСР провели капітальні ремонтно-реставраційні роботи. За проєктом архітектора М. Александрової завершення храму набуло форми, яку воно мало у XIX ст.
1 січня 1960 р. церкву,  за рішенням Київського міськвиконкому, було закрито для богослужінь. Відтоді й до середини 1970-х pp. в ній розташовувався склад Укркниготоргу.
Від початку 1980-х відбувався новий етап реставраційних робіт, тут планувалося відкрити Театр поезії.
У 1983 через підтоплення ґрунтовими водами стався обвал південно-східної частини споруди, внаслідок чого зруйнувалися баня та перекриття підкупольного простору.
У 1990 р. храм повернуто віруючим та передано УАПЦ. Пізніше - увійшов до юрисдикції УПЦ КП. З 2019 належить ПЦУ. У ході реставраційних робіт розпис підкупольного простору та нави виконав Микола Стороженко  (1997 — 2000). За цю роботу художник був відзначений Золотою медаллю Національної Академії мистецтв України.
На сьогодні це хрестоподібна в плані будівля, в її зовнішньому вигляді поєднані елементи українського бароко та класицизму.
Внутрішні приміщення оздоблені розписами, різьблений позолочений іконостас виконано у стилі бароко.
Просторова орієнтація храму не збігається з сусідніми будівлями не лише через православну традицію ставити храм вівтарем на схід, але й нагадує про колишнє планування вулиць міста, до пожежі 1811 року. Порівняти: Будинок Петра I, Будинок Мазепи, Храм Миколи Набережного також стоять «кособіч» до сітки сучасних вулиць.
Поблизу храму є Притисько-Микільська вулиця, що отримала назву від назви храму.
На південному фасаді храму встановлено меморіальну дошку на честь останнього митрополита Української автокефальної православної церкви Івана Павловського, який мав тут кафедру в 1934—1935 pp.
Сповідні розписи, метричні книги і клірові відомості церкви (з 1737 по 1920 рік) зберігаються в Центральному державному історичному архіві України, м. Київ (ЦДІАК України).
Службу Божу у храмі нині відправляє священство ПЦУ.
На Подолі є або існували й інші святині присвячені Миколі Чудотворцю:
- Церква Миколи Набережного
- Храм Миколи Доброго
- Храм святителя Миколая
- Церква Миколи Чудотворця (на воді)
- Церква святого Миколи Йорданського та Йорданський Миколаївський жіночий монастир